# Werner Färber
Werner Färber (* 23. August 1957 in Wassertrüdingen; † 16. Dezember 2021 in Hamburg) war ein deutscher Kinderbuch und Krimiautor.

## Leben

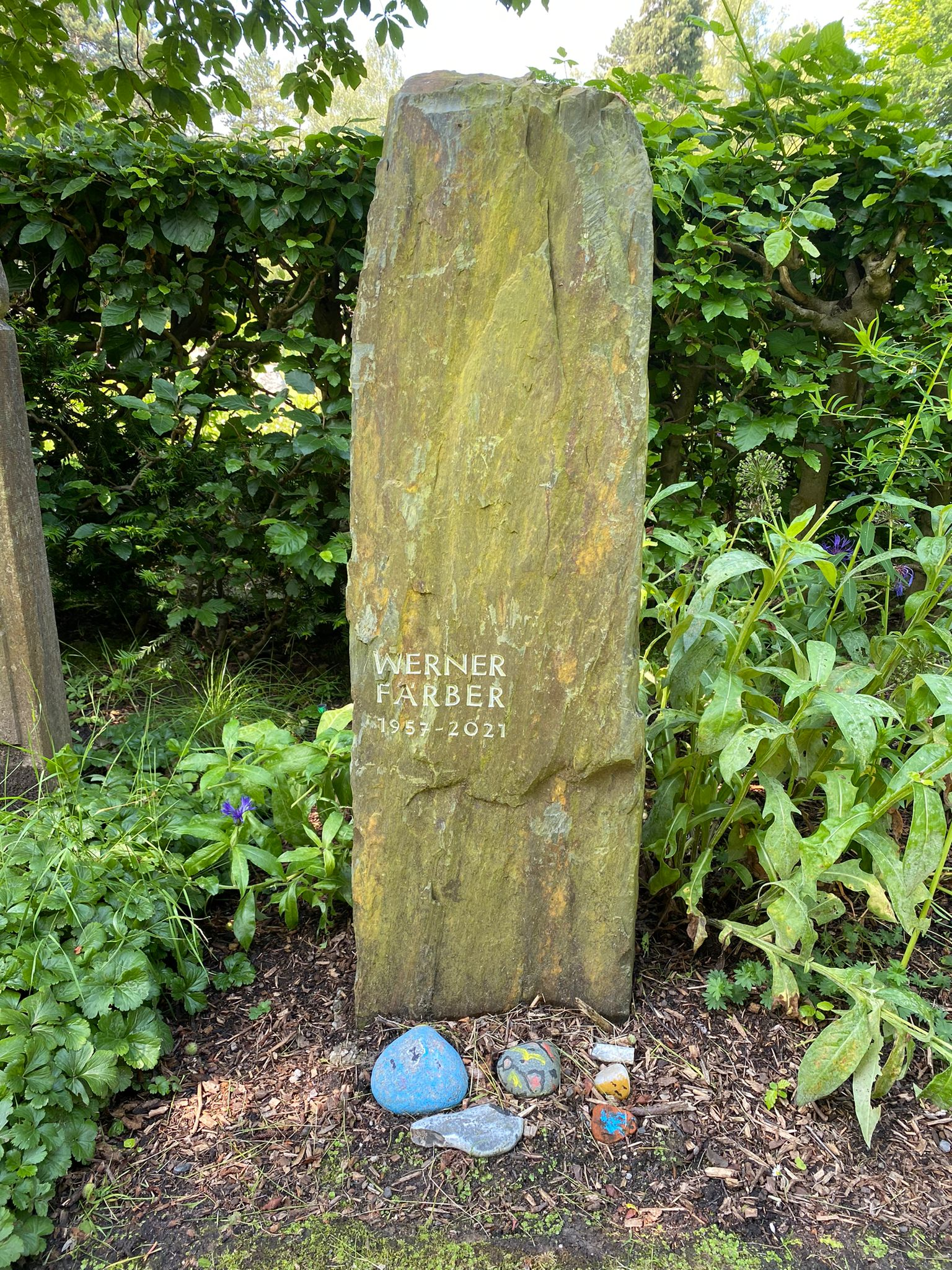
Grabstätte auf dem Friedhof Ohlsdorf

Werner Färber wurde 1957 in Wassertrüdingen geboren. Als Schüler schrieb er gerne, weshalb er Mitglied der Schülerzeitung und kurz darauf Sportreporter für die Lokalpresse wurde. Da sich sein Berufswunsch, Journalist zu werden, nicht in die Tat umsetzen ließ, studierte er in Freiburg und Hamburg Englisch, Pädagogik und Sport, brachte sein Studium jedoch nicht zum Abschluss und unterrichtete nach bestandener Zwischenprüfung lediglich für ein Jahr als "assistant teacher" an einer Schule in Schottland (Dundee).
Wieder in Deutschland lernte er die Illustratorin Barbara Moßmann kennen. Durch ihre Bilder wurde er zum Schreiben für Kinder angeregt und verfasste in der Folge Texte zu ihren Bildergeschichten. Bald darauf entstand sein erstes Buch, dem viele weitere folgen sollten.
Seit 1985 arbeitete Färber als Autor und freier Übersetzer und war nebenbei für diverse Rundfunkanstalten tätig. Durch zahlreiche Lesungen in Schulen, Bibliotheken, Kulturstätten ... hatte er engen Kontakt zum Publikum. Mit seinem Spaßlyrik-Programm UNGEREIMTHEITEN AUS DER TIERWELT stand er auch vor Erwachsenen auf der Bühne. Neben Kinderbüchern schrieb er auch Kriminalromane, die im Gmeiner-Verlag erschienen.
Nach einem weiteren Jahresaufenthalt in England wohnte Werner Färber mit Frau Barbara Moßmann und der gemeinsamen Tochter in Hamburg. Er ruht auf dem Friedhof Ohlsdorf. Die Grabstätte im Planquadrat BQ 72 liegt im „Wildblumengarten“.

## Bücher (Auswahl)
- Alsterwasser: Lea Mertens Band 2, Hamburg 2016, ISBN 978-3-8392-1846-4
- Baumkiller: Lea Mertens Band 1, Hamburg 2015, ISBN 978-3-8392-4774-7
- Ungereimtheiten aus der Tierwelt. Von A-Z. (Buch mit Hörbuch). Ungereimtheiten-Verlag, Hamburg 2012, ISBN 978-3-00-038102-7.
- Willst du Stress? Ravensburger Buchverl., Ravensburg 2012, ISBN 978-3-473-52473-0.
- Der Mops im Container. Verlagshaus Jacoby & Stuart, Berlin 2011, ISBN 978-3-941787-05-6.
- Wie viele Level hat dein Leben? Ravensburger Buchverl., Ravensburg 2011, ISBN 978-3-473-52438-9.
- Forged Money – Falschgeld. (englisch-deutsch) Langenscheidt, München 2010, ISBN 978-3-468-20808-9.
- Das Krokodil im Silbersee. Verlagshaus Jacoby & Stuart, Berlin 2009, ISBN 978-3-941087-64-4.
- Einer gegen alle. Ravensburger Buchverl., Ravensburg 2009, ISBN 978-3-473-52398-6.
- Crash Landing – Bruchlandung. (englisch-deutsch) Langenscheidt, München 2008, ISBN 978-3-468-20546-0.
- Wenn ich will, hör ich auf. Ravensburger Buchverl., Ravensburg 2007, ISBN 978-3-473-52337-5.
- Long Distance – Langstrecke. (englisch-deutsch) Langenscheidt, München 2007, ISBN 978-3-468-20541-5.
- Einfach weg! Ravensburger Buchverl., Ravensburg 2005, ISBN 3-473-52275-9.
- Volle Pulle. Ravensburger Buchverl., Ravensburg 2004, ISBN 3-473-52245-7.
- Einmal siebter Himmel und zurück. Ravensburger Buchverl., Ravensburg 2003, ISBN 3-473-34408-7.
- Geschichten vom kleinen Zauberer. Loewe, Bindlach 2003, ISBN 3-7855-4745-5.
- Geschichten vom Fußballplatz. Loewe, Bindlach 2001, ISBN 3-7855-3833-2.